# Haranagiri, Ranibennur
Haranagiri là một làng thuộc tehsil Ranibennur, huyện Haveri, bang Karnataka, Ấn Độ.